# Adoración de los pastores (Caravaggio)
La adoración de los pastores es uno de los cuadros de la última etapa de Caravaggio, desarrollado en 1609 sobre la historia homónima. Fue el resultado de un encargo del senado de Mesina a Caravaggio por 1000 escudos, para decorar el altar mayor de la iglesia del Monasterio Benedictino de Santa María La Concezione.

## Descripción de la obra
La escena muestra una pobreza extrema, la Virgen y San José en pose de humildad mientras los pastores reverencian al niño, un poco gordo pero cariñoso y tierno. Caravaggio utiliza su característico estilo tenebrista para destacar a los personajes principales con una iluminación dramática que resalta sus expresiones y actitudes. El fondo oscuro y el uso magistral de la luz dirigen la atención hacia el centro de la composición, donde se encuentra el Niño Jesús.

## Contexto y análisis
La pintura fue realizada durante el período en el que Caravaggio se encontraba en Sicilia, huyendo de Roma debido a problemas legales. Este trabajo es una de las muchas obras religiosas que Caravaggio creó en este tiempo, caracterizadas por un realismo crudo y una emotividad intensa. La representación de la Sagrada Familia en un entorno tan humilde refleja la intención de Caravaggio de humanizar a sus figuras religiosas, haciéndolas accesibles y conmovedoras para el espectador.

## Técnica y estilo
Caravaggio es conocido por su técnica del claroscuro, donde el contraste entre luz y sombra crea un efecto dramático y tridimensional. En La adoración de los pastores, esta técnica se utiliza para destacar la pureza y simplicidad de la escena, creando un ambiente de reverencia y devoción. La composición es sencilla, pero efectiva, enfocándose en los gestos y expresiones de los personajes para transmitir el mensaje religioso.

## Estado de conservación
La pintura ha pasado por varias restauraciones a lo largo de los años para mantener su integridad y brillo original. Las técnicas de conservación modernas han permitido que esta obra maestra de Caravaggio continúe siendo apreciada por las generaciones actuales y futuras.

## Legado
La adoración de los pastores es un ejemplo destacado del trabajo tardío de Caravaggio y su capacidad para infundir vida y humanidad en escenas bíblicas. La obra ha influido en numerosos artistas posteriores, quienes han admirado y estudiado su uso de la luz y la sombra, así como su enfoque realista y emotivo.